# Larry Phillips
Larry Phillips (ca. 1950), ook bekend als Ellis Larry Phillips III, is een Amerikaans klavecinist en filantroop.

## Levensloop
Phillips studeerde muziek in Harvard, aan het Conservatoire National van Montreal en aan het New England Conservatory.
In 1974 won hij de Vijfde prijs in de internationale klavecimbelwedstrijd gehouden in Brugge, in het kader van het Festival Musica Antiqua.
Phillips schrijft regelmatig muziekkritieken in The Boston Musical Intelligencer, elektronisch blad over de muziekactiviteiten in Boston.
Hij en anderen spelen vaak op het klavecimbel dat zijn eigendom is, een uit 1980 daterend dubbelklavecimbel gemaakt door David Jacques Way naar een oud Vlaams model.

## De Ellis Phillips Foundation
De grootvader van Larry Phillips, ingenieur Ellis Laurimore Phillips (1870-1959) stichtte de Ellis Phillips Foundation in 1930. Hij was een van de pioniers van de elektrische stroomproductie en distributie, bij de Long Island Lighting Company, waar hij 25 jaar voorzitter van was.
Welvarend geworden vond hij dat een deel van zijn rijkdom de samenleving ten goede moest komen en samen met zijn vrouw Kathryn Sisson McLean richtte hij de stichting op die zijn naam draagt. Larry Phillips is er, als mannelijke telg van de derde generatie, de voorzitter van. Hij is de zoon van Ellis L. Phillips, Jr. en Marion Grumman Phillips.
De muzikale belangstelling van Larry Phillips kwam tot uiting toen over de periode 2003-2008 de beschikbare bedragen voor toelagen volledig gingen naar het project Constellation Performing Arts and Film Center dat gebouwd wordt in de buurt van Kendall Square in Cambridge, Massachusetts. De stichting financierde vooral het grote orgel dat in de concertzaal wordt geplaatst. Het gaat om een replica van het Zacharias Hildebrandt orgel in de Wenzelskirche in Naumburg, daterend uit de tijd van Johann Sebastian Bach. De gekozen bouwer is Taylor & Boody, gevestigd in Staunton, Virginia.